# Palinurus charlestoni
Palinurus charlestoni är en kräftdjursart som beskrevs av Forest och Emil A.W. Postel 1964. Palinurus charlestoni ingår i släktet languster, och familjen Palinuridae. IUCN kategoriserar arten globalt som nära hotad. Inga underarter finns listade i Catalogue of Life.

## Bildgalleri

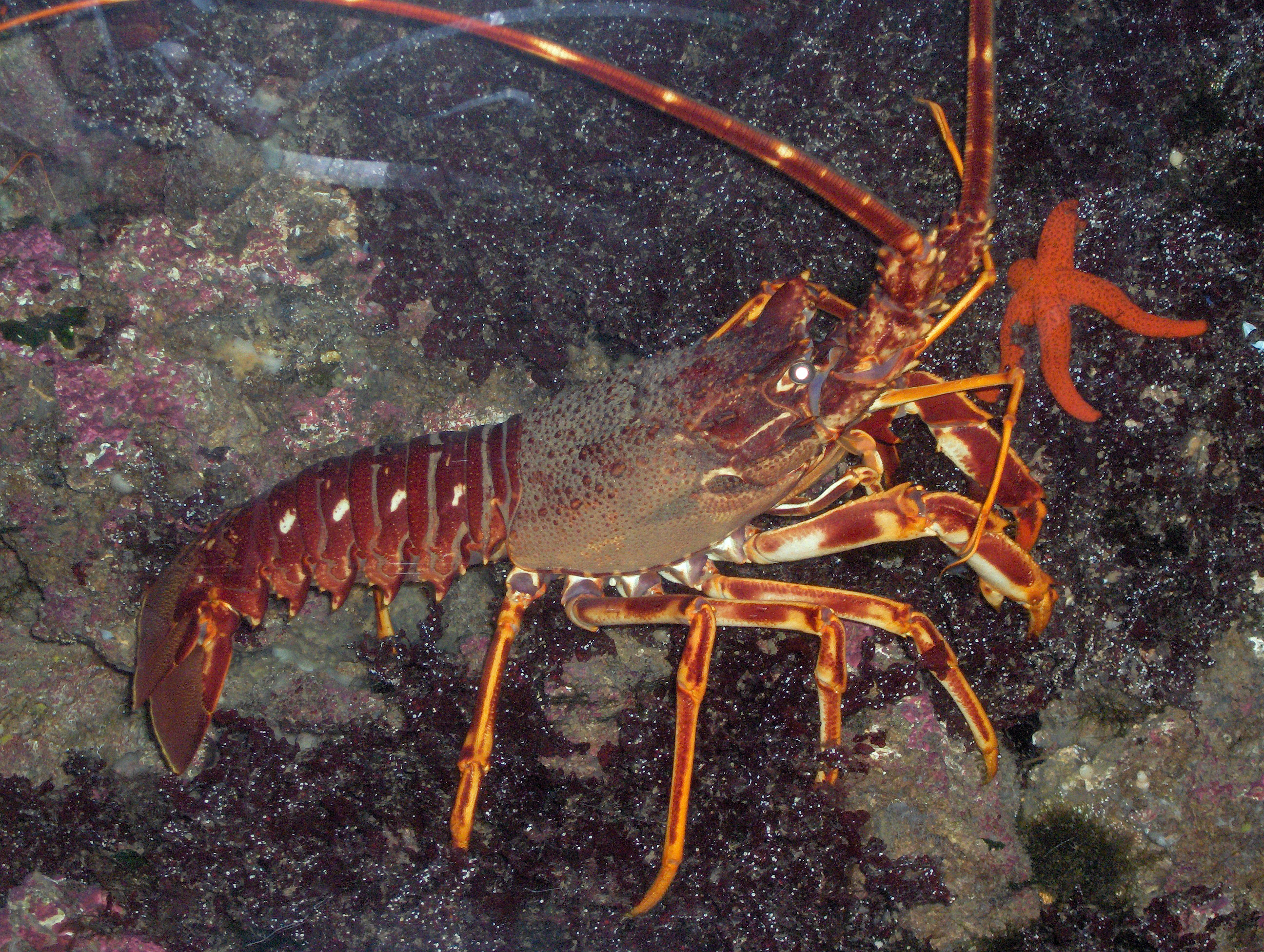
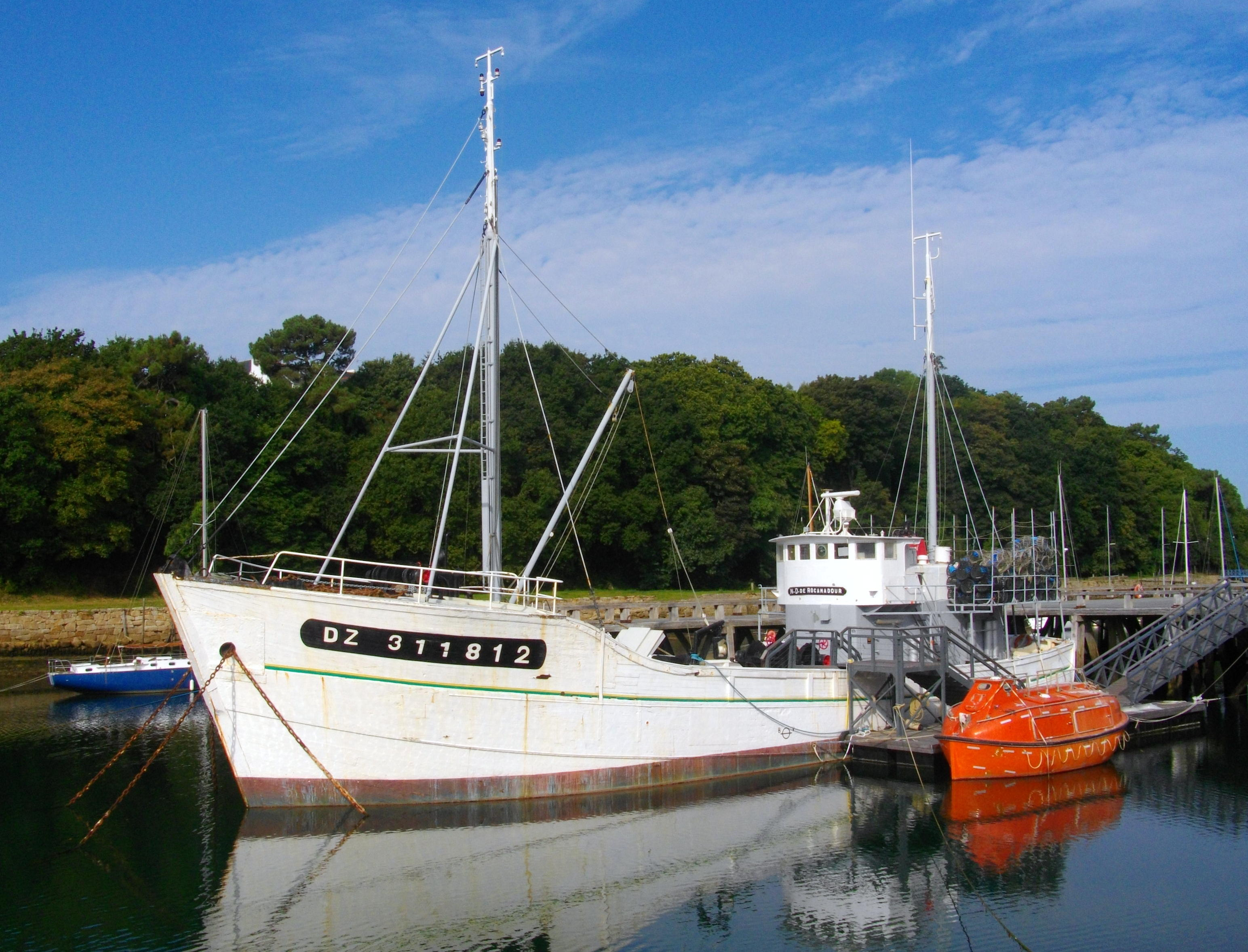